# Konturmarkierung

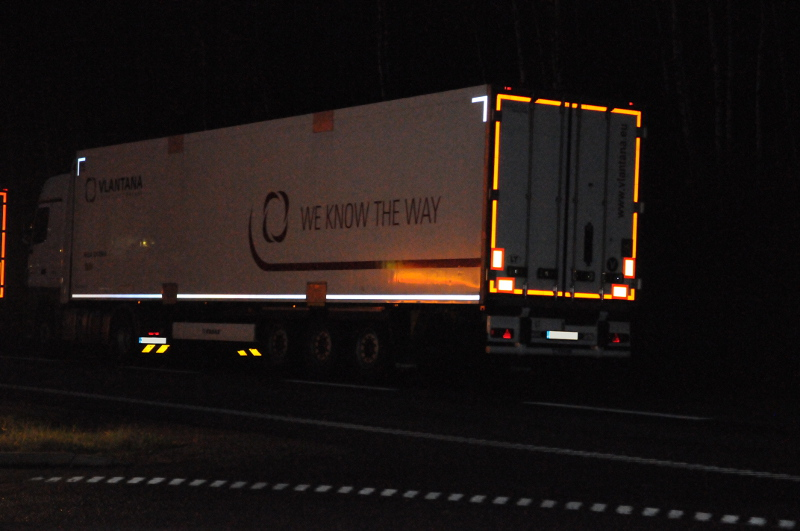
Gelbe Konturmarkierung am Heck und weiße Markierung an der Seite eines Sattelaufliegers

Konturmarkierungen sind stark reflektierende Materialien, die auf Fahrzeugen aufgebracht werden, um deren Sichtbarkeit zu verbessern. In den Staaten der Europäischen Union sind diese seit 2013 für bestimmte Neufahrzeuge verbindlich vorgeschrieben.

## Hintergrund
Versuche haben gezeigt, dass auffällige Markierungen aus retroflektierendem Material die Erkennbarkeit von Fahrzeugen deutlich erhöhen. Insbesondere bei schwierigen Sichtverhältnissen (Nässe, Nebel, Dunkelheit) werden hiermit ausgestattete Fahrzeuge erheblich früher wahrgenommen.
Dementsprechend hat auf Vorschlag der Europäischen Kommission die Europäische Union in der EG-Richtlinie 2007/35/EG beschlossen, dass größere Nutzfahrzeuge mit Konturmarkierungen ausgerüstet sein müssen, die die horizontalen und vertikalen Abmessungen (Länge, Breite und Höhe) anzeigen.

## Regelung in Deutschland
In Deutschland werden die Regelungen dieser Richtlinie durch § 53 Absatz 10 der Straßenverkehrs-Zulassungs-Ordnung (StVZO) umgesetzt. Danach müssen seit 1. August 2013 alle neu in Verkehr kommenden Lastkraftwagen mit einem zulässigen Gesamtgewicht über 7,5 t und Anhänger über 3,5 t mit einer roten oder gelben Konturmarkierung am Heck ausgestattet sein, sofern sie breiter als 2,1 m sind. An den Seiten sind weiße oder gelbe Markierungen vorgeschrieben, sofern das Fahrzeug länger als 6 m ist.
Fahrzeuge, die vor dem genannten Datum, jedoch nach dem 10. Juli 2011 in Verkehr gekommen sind, müssen entsprechend nachgerüstet werden.
Darüber hinaus sind für bestimmte Fahrzeugklassen Konturmarkierungen zulässig, jedoch nicht verbindlich vorgeschrieben: Hierzu gehören größere Busse (EG-Fahrzeugklassen M 2 und M3), Sattelzugmaschinen, Lastkraftwagen der Klasse N2 (sofern nicht mehr als 7,5 t), Anhänger der Klasse O2 sowie bestimmte weitere Lastkraftwagen und Anhänger.
Nicht zulässig sind Konturmarkierungen bei Personenkraftwagen (einschließlich Kombiwagen) und leichten Anhängern (Fahrzeugklasse M1 und O1). Wegen der vom Verordnungsgeber gewollten Abgrenzung zum Lkw, der Blendwirkung auf relativ kleinerer Fahrzeugfläche sowie des notwendigen Abstandes der Markierung von den drei Bremsleuchten sind Konturmarkierungen bei Pkw auch nicht sinnvoll.
Zulässig (jedoch nicht vorgeschrieben) sind Konturmarkierungen auch bei mit Blaulicht ausgestatteten Einsatzfahrzeugen im Sinne des § 52 Absatz 3 der Straßenverkehrs-Zulassungs-Ordnung (StVZO).
Es dürfen nur Konturmarkierungen verwendet werden, für die eine ECE-Genehmigung erteilt wurde. Diese ist erkennbar an dem internationalen Genehmigungszeichen, das u. a. aus einem Kreis besteht, in dem sich der Buchstabe „E“ und die Kennzahl des Landes befinden, das die Genehmigung erteilt hat. Bei der Anbringung von Markierungen ohne diese Kennzeichnung könnte bei sehr strikter Auslegung die Betriebserlaubnis des Kraftfahrzeuges erlöschen.
Auch die Art der Anbringung ist verbindlich geregelt.

## Bildergalerie

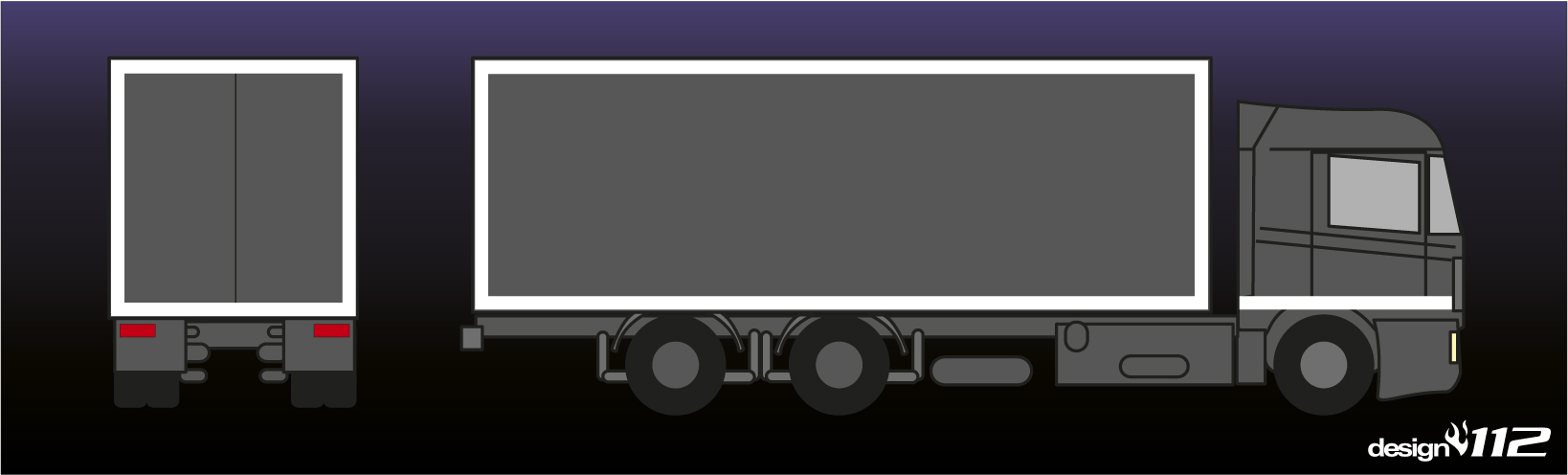
Konturmarkierung auf einem Lkw mit Festaufbau
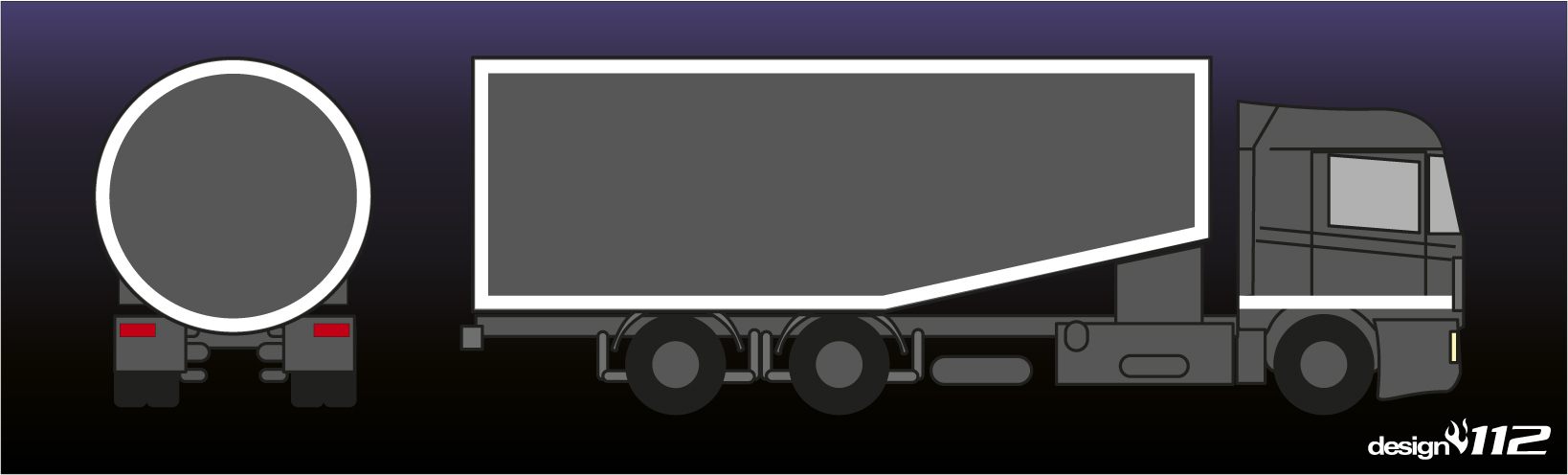
Konturmarkierung auf einem  Silofahrzeug
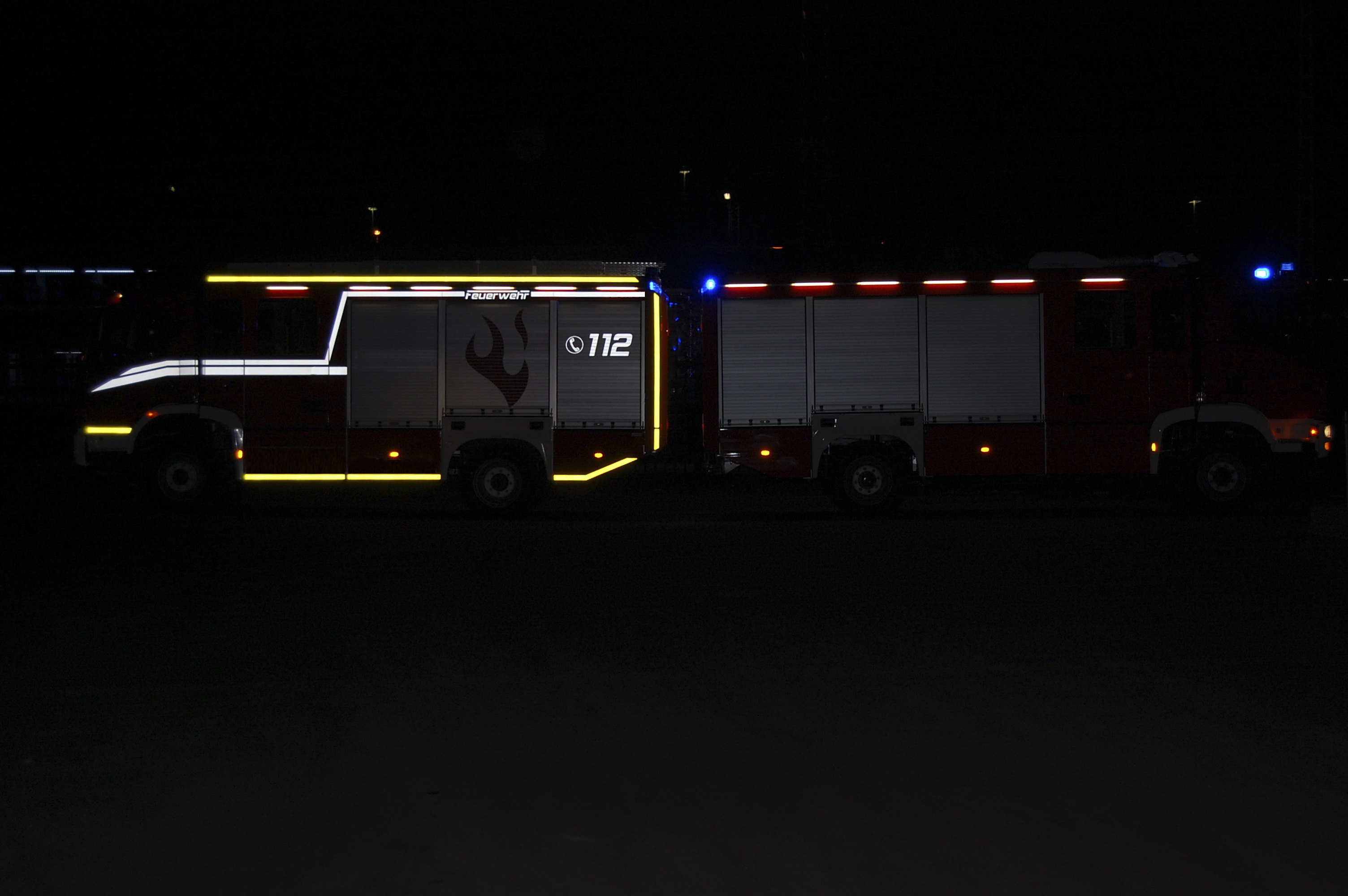
Nächtlicher Vergleich zweier baugleicher Lkw mit und ohne Konturmarkierung
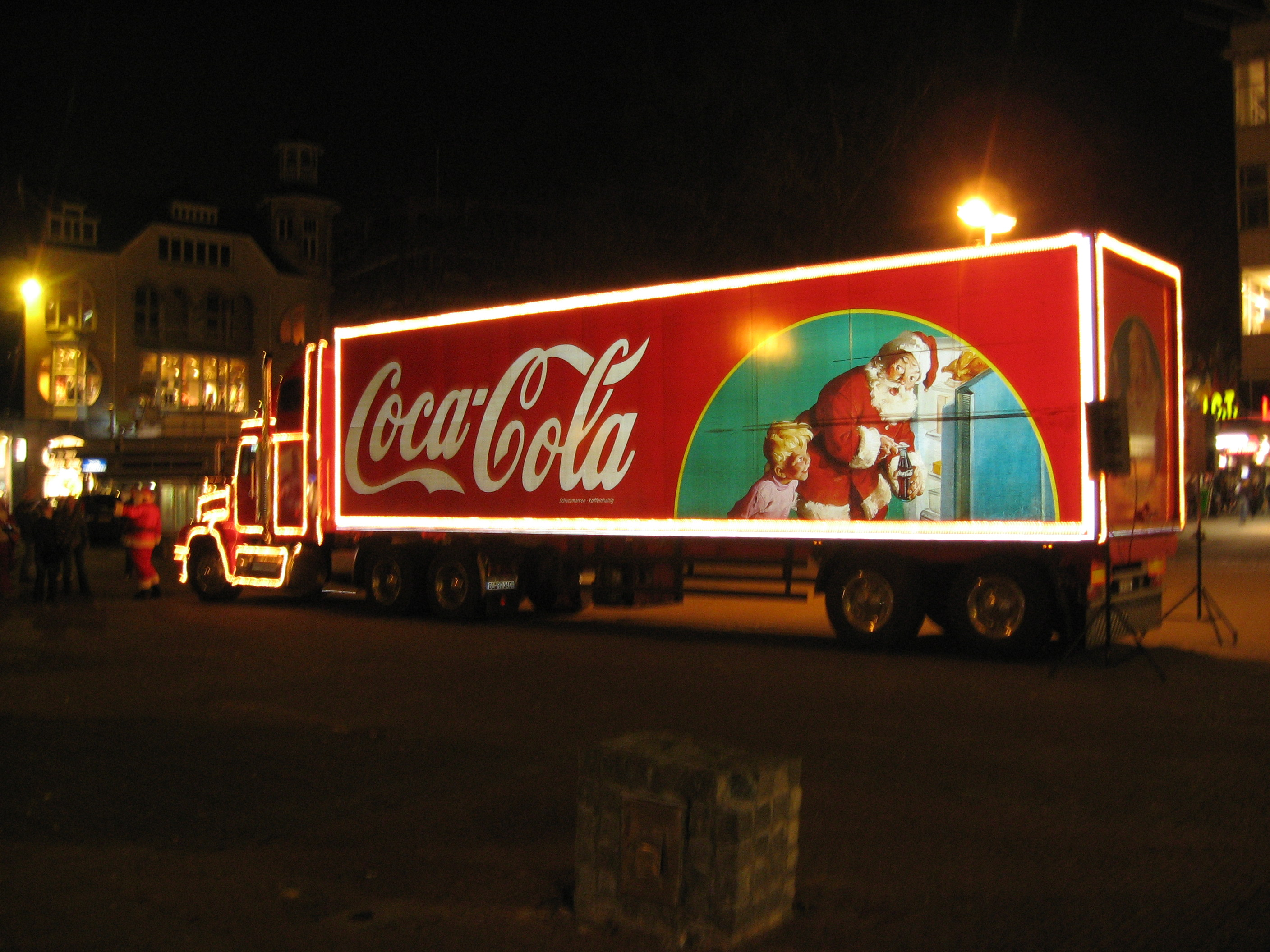
Reflektierende Werbung innerhalb der seitlichen Konturmarkierung